# Graben
Graben es una comuna suiza del cantón de Berna, situada en el distrito administrativo de Alta Argovia. Limita al norte con la comuna de Bannwil, al este con Aarwangen y Thunstetten, al sur con Herzogenbuchsee, y al oeste con Heimenhausen y Berken.
Hasta el 31 de diciembre de 2009 situada en el distrito de Wangen.

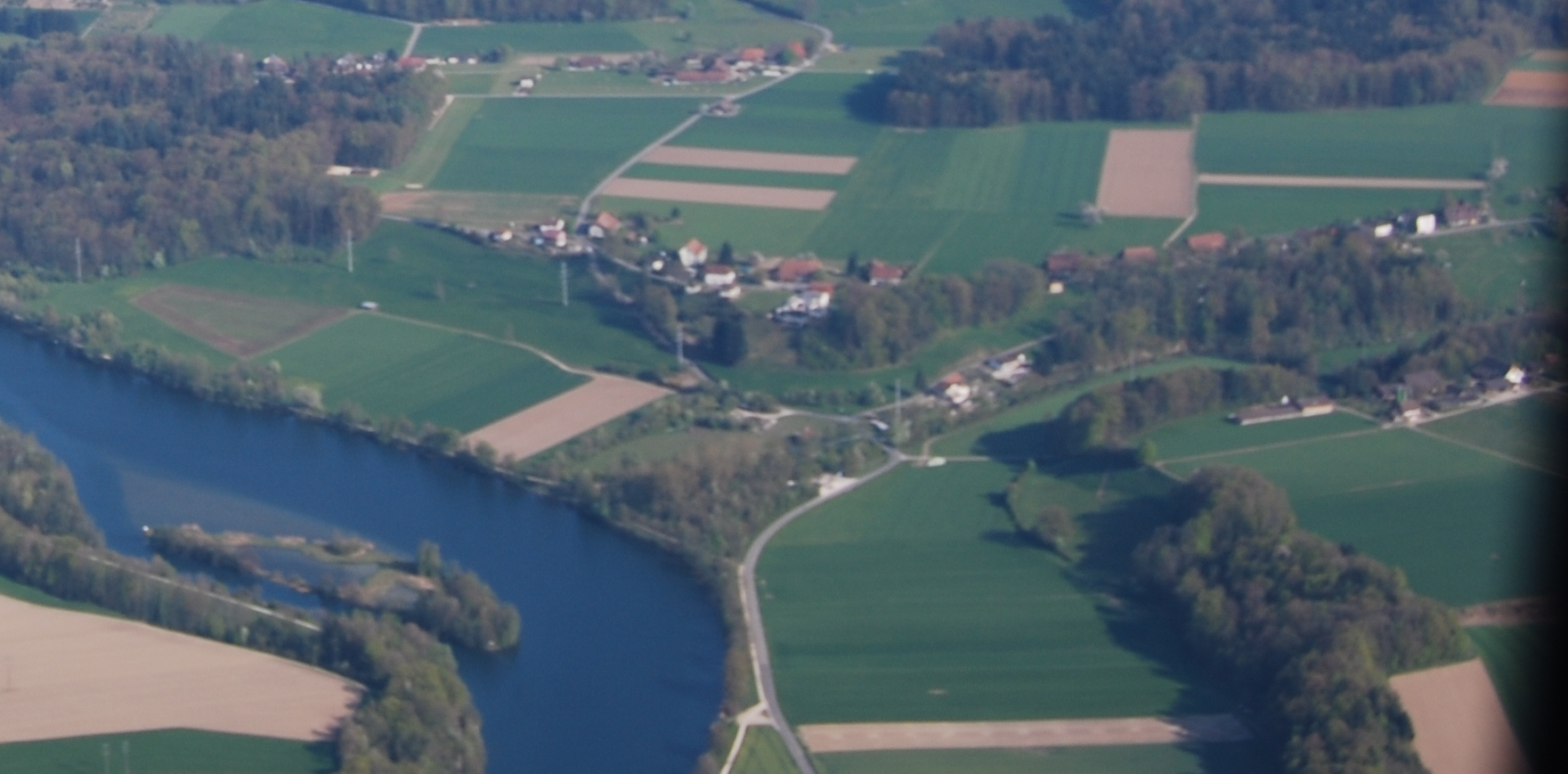
Graben